# Felipe Baxola
Felipe de Oliveira Silva, mais conhecido como Felipe ou Felipe Baxola (Piracicaba, 28 de maio de 1990), é um ex-futebolista brasileiro que atuava como meia.

## Carreira

### Início
O jogador foi vice-artilheiro da Série A3 do Campeonato Paulista pelo Palmeiras B, com 14 gols na temporada 2009. Depois de uma boa passagem pelo Palmeiras B, o jogador foi promovido ao time principal do Palmeiras.

### Rio Branco
No início de 2010, foi emprestado ao Rio Branco-SP.

### Bahia
Em 2010, o atleta foi emprestado ao Bahia para a disputa da Série B. Fez sua estreia no time principal do tricolor baiano, na partida contra o Brasiliense.

### Mogi Mirim
Felipe foi um dos destaques da boa campanha feita pelo Mogi Mirim no Campeonato Paulista 2012 e retornou ao Palmeiras para o restante da temporada.

### Atlético Paranaense
No dia 23 de julho de 2012 foi anunciada a transferência do meia para o Atlético-PR para a disputa da Série B, uma vez que o jogador não estava tendo oportunidades no Palmeiras, com a boa fase de Valdivia e Daniel Carvalho.

### Figueirense
Em junho de 2014, Felipe foi emprestado ao Figueirense até o fim do ano.

### Ponte Preta
Em 13 de julho de 2015 foi emprestado à Ponte Preta até o final do ano, onde encontra Guto Ferreira com quem trabalhou no Mogi Mirim.

### Ceará
No dia 25 de março de 2016, Felipe foi emprestado ao Ceará até o final de 2016, seu contrato com o Atlético Paranaense é válido até julho de 2016, após o fim do contrato, Felipe poderá assinar em definitivo com o Ceará.
Após não ter conseguido o acesso para a Série A de 2017 com o Ceará, Felipe teve o contrato rescindido.

### Sanfrecce Hiroshima
Em fevereiro de 2017, Felipe acertou com o Sanfrecce Hiroshima do Japão.

### Retorno ao Ceará
No dia 31 de dezembro de 2018, foi confirmado a contratação de Felipe para 2019, contrato válido por dois anos com o Ceará.

### Chapecoense
Após perder espaço no elenco do Vozão, o meia é contratado a custo zero pela Chapecoense em junho de 2021, disputando dez partidas pelo clube alviverde até o fim do ano.

### Inter de Limeira e Fim de Carreira
Em janeiro de 2022, Baxola retornou ao seu estado natal para defender as cores da Inter de Limeira. Contudo, o atleta sofreu uma ruptura cruzada no joelho durante a quinta rodada do Campeonato Paulista, o que culminou em sua aposentadoria aos 32 anos de idade.

## Estatísticas
Até 1 de agosto de 2021.

### Clubes
| Clube               | Temporada         | Campeonato nacional | Campeonato nacional | Campeonato nacional | Copa nacional[a] | Copa nacional[a] | Copa nacional[a] | Competições continentais[b] | Competições continentais[b] | Competições continentais[b] | Outros torneios[c] | Outros torneios[c] | Outros torneios[c] | Total | Total | Total   |
| Clube               | Temporada         | Jogos               | Gols                | Assist.             | Jogos            | Gols             | Assist.          | Jogos                       | Gols                        | Assist.                     | Jogos              | Gols               | Assist.            | Jogos | Gols  | Assist. |
| ------------------- | ----------------- | ------------------- | ------------------- | ------------------- | ---------------- | ---------------- | ---------------- | --------------------------- | --------------------------- | --------------------------- | ------------------ | ------------------ | ------------------ | ----- | ----- | ------- |
| Atlético Paranaense | 2012              | 18                  | 0                   | 0                   | —                | —                | —                | —                           | —                           | —                           | —                  | —                  | —                  | 18    | 0     | 0       |
| Atlético Paranaense | 2013              | 16                  | 2                   | 0                   | 5                | 1                | 0                | —                           | —                           | —                           | 8                  | 1                  | 1                  | 29    | 4     | 1       |
| Atlético Paranaense | 2014              | 3                   | 0                   | 2                   | —                | —                | —                | 3                           | 1                           | 0                           | 1                  | 0                  | 0                  | 7     | 1     | 2       |
| Atlético Paranaense | Total             | 37                  | 2                   | 2                   | 5                | 1                | 0                | 3                           | 1                           | 0                           | 9                  | 1                  | 1                  | 55    | 5     | 3       |
| Figueirense         | 2014              | 14                  | 0                   | 1                   | —                | —                | —                | —                           | —                           | —                           | —                  | —                  | —                  | 14    | 0     | 1       |
| Figueirense         | Total             | 14                  | 0                   | 1                   | 0                | 0                | 0                | 0                           | 0                           | 0                           | 0                  | 0                  | 0                  | 14    | 0     | 1       |
| Atlético Paranaense | 2015              | 6                   | 1                   | 0                   | 4                | 1                | 0                | —                           | —                           | —                           | 6                  | 2                  | 0                  | 16    | 4     | 0       |
| Atlético Paranaense | Total             | 6                   | 1                   | 0                   | 4                | 1                | 0                | 0                           | 0                           | 0                           | 6                  | 2                  | 0                  | 16    | 4     | 0       |
| Ponte Preta         | 2015              | 5                   | 0                   | 1                   | —                | —                | —                | 2                           | 0                           | 0                           | —                  | —                  | —                  | 7     | 0     | 1       |
| Ponte Preta         | Total             | 5                   | 0                   | 1                   | 0                | 0                | 0                | 2                           | 0                           | 0                           | 0                  | 0                  | 0                  | 7     | 0     | 1       |
| Ceará               | 2016              | 33                  | 5                   | 5                   | 6                | 0                | 0                | —                           | —                           | —                           | 1                  | 0                  | 0                  | 40    | 5     | 5       |
| Ceará               | Total             | 33                  | 5                   | 5                   | 6                | 0                | 0                | 0                           | 0                           | 0                           | 1                  | 0                  | 0                  | 40    | 5     | 5       |
| Sanfrecce Hiroshima | 2017              | 23                  | 2                   | 3                   | 10               | 3                | 1                | —                           | —                           | —                           | —                  | —                  | —                  | 33    | 5     | 4       |
| Sanfrecce Hiroshima | 2018              | 2                   | 0                   | 0                   | 8                | 1                | 2                | —                           | —                           | —                           | —                  | —                  | —                  | 10    | 1     | 2       |
| Sanfrecce Hiroshima | Total             | 25                  | 2                   | 3                   | 18               | 4                | 3                | 0                           | 0                           | 0                           | 0                  | 0                  | 0                  | 43    | 6     | 6       |
| Ceará               | 2019              | 24                  | 1                   | 2                   | 4                | 0                | 0                | —                           | —                           | —                           | 14                 | 4                  | 3                  | 42    | 5     | 5       |
| Ceará               | 2020–21           | 7                   | 0                   | 1                   | 5                | 0                | 2                | —                           | —                           | —                           | 14                 | 3                  | 3                  | 26    | 3     | 6       |
| Ceará               | 2021              | 0                   | 0                   | 0                   | 0                | 0                | 0                | 0                           | 0                           | 0                           | 6                  | 3                  | 0                  | 6     | 3     | 0       |
| Ceará               | Total             | 31                  | 1                   | 3                   | 9                | 0                | 2                | 0                           | 0                           | 0                           | 34                 | 10                 | 6                  | 74    | 11    | 11      |
| Chapecoense         | 2021              | 8                   | 0                   | 0                   | —                | —                | —                | —                           | —                           | —                           | —                  | —                  | —                  | 8     | 0     | 0       |
| Chapecoense         | Total             | 8                   | 0                   | 0                   | 0                | 0                | 0                | —                           | —                           | —                           | 0                  | 0                  | 0                  | 8     | 0     | 0       |
| Total na carreira   | Total na carreira | 159                 | 11                  | 15                  | 42               | 6                | 5                | 5                           | 1                           | 0                           | 50                 | 13                 | 7                  | 256   | 31    | 27      |

- a. ^ Jogos da Copa do Brasil, Copa do Imperador e Copa da Liga Japonesa
- b. ^ Jogos da Copa Libertadores da América
- c. ^ Jogos do Marbella Cup, Amistoso, Campeonato Paranaense, Campeonato Cearense e Copa do Nordeste

### Seleção Brasileira
Abaixo estão listados todos jogos, gols e assistências do futebolista pela Seleção Brasileira, desde as categorias de base. Abaixo da tabela, clique em expandir para ver a lista detalhada dos jogos de acordo com a categoria selecionada.
Sub-19
| Ano   |       |      |         |       |
| Ano   | Jogos | Gols | Assist. | Média |
| ----- | ----- | ---- | ------- | ----- |
| 2008  | 0     | 0    | 0       | 0     |
| Total | 0     | 0    | 0       | 0     |

## Títulos
Mogi Mirim
- Campeonato Paulista do Interior: 2012

Palmeiras
- Copa do Brasil: 2012

Ceará
- Copa do Nordeste: 2020

Seleção Brasileira
- Copa Sendai: 2008

### Prêmios individuais
| Ano  | Premiação           | Prêmio            | Time  | Resultado | Ref. |
| ---- | ------------------- | ----------------- | ----- | --------- | ---- |
| 2019 | Troféu Verdes Mares | Melhor Meio Campo | Ceará | Venceu    |      |